# Ficus gomelleira
Ficus gomelleira är en mullbärsväxtart som beskrevs av Carl Sigismund Kunth och Bouche. Ficus gomelleira ingår i släktet fikonsläktet, och familjen mullbärsväxter. Inga underarter finns listade i Catalogue of Life.
Trädet kan bli uppåt 40 meter högt och ha en diameter på 150 cm, eller mer.

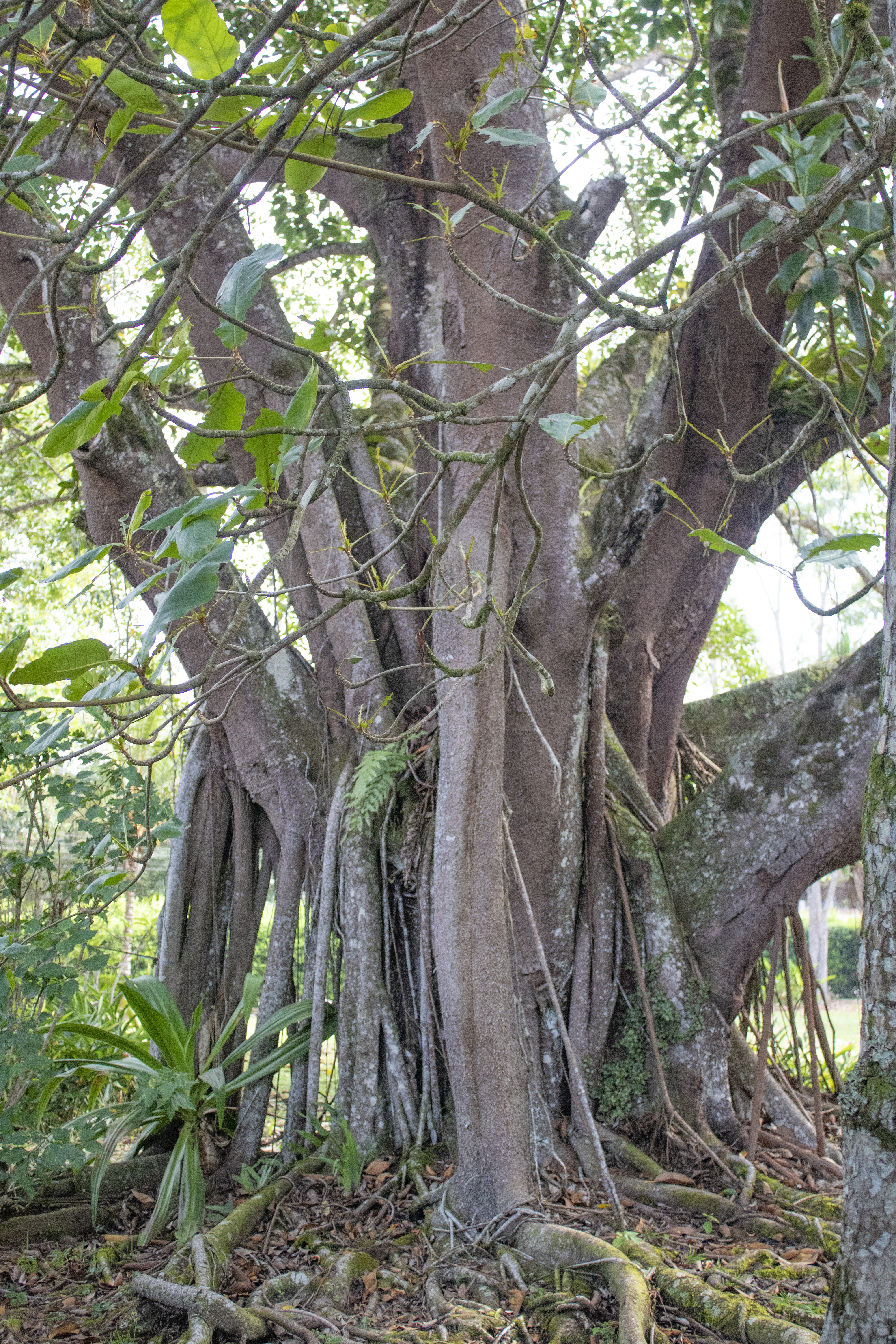
Luftrötterna som bildar nya trädstammar är signifikativt för arten.

Signifikativt är dess förmåga att från grenarna, få ner luftrötter som når ner till marken. När de väl nått marken slår de rot och ger sakta, med tiden, ursprung till en ny stam. På så sätt uppstår olika trädstammar från ett enda träd, med det äldsta och största trädet i mitten, praktiskt taget omgivet av en labyrint av luftrötter.
I Amazonas har trädet tillskrivits övernaturliga krafter.

## Utbredning
Arten förekommer ursprungligen i Bolivia, Brasilien, Colombia, Ecuador, Guyana, Peru, Suriname, Trinidad and Tobago och Venezuela.

## Namn
Träde har flera olika trivialnamn. I Peruär det känt som Ojé Renaco, Renaco eller Ojé, medan det i Brasilien kallas Caxinguba, Figuier eller Figueira.